# (1320) Impala
(1320) Impala ist ein Asteroid des Hauptgürtels, der am 13. Mai 1934 vom südafrikanischen Astronomen Cyril V. Jackson in Johannesburg entdeckt wurde.
Der Asteroid wurde nach der Antilopenart Impala benannt.